# Coelhoso
Coelhoso ist eine Gemeinde (Freguesia) im portugiesischen Kreis Bragança. In ihr leben 279 Einwohner (Stand 19. April 2021).